# Zard Kuh
Zard Kuh, també escrit Zardkuh, Zarduh Kuh o Zard Kuh-e Bakhtiar (en persa: زردکوه بختیاری) és, amb 4.221 msnm, la muntanya més alta de la serralada del Zagros, a l'Iran. Té una prominència de 2.095 metres. Els rius Karun i Zayanderud neixen als Zagros, prop del Zard Kuh. La muntanya té petites glaceres, les úniques a la zona subtropical fora de l'Himàlaia, els Andes i el cinturó volcànic transmexicà. Geològicament està format de pedra calcària del Cretaci.